# Rala (Albacete)
Rala es una localidad española del municipio de Yeste, perteneciente a la provincia de Albacete, en la comunidad autónoma de Castilla-La Mancha.

## Historia
Hacia mediados del siglo XIX, el lugar, ya por entonces perteneciente a Yeste, tenía contabilizadas 7 casas. Aparece descrito en el decimotercer volumen del Diccionario geográfico-estadístico-histórico de España y sus posesiones de Ultramar de Pascual Madoz de la siguiente manera:

RALA: cortijada de 7 casas en la prov. de Albacete, part. jud. y térm. jurisd. de Yeste.
(Madoz, 1849, p. 362)

En 2022, la entidad singular de población tenía empadronados 64 habitantes y el núcleo de población 2 habitantes.